# Guarujá Challenger 1992
Il Guarujá Challenger 1992 è stato un torneo di tennis facente parte della categoria ATP Challenger Series nell'ambito dell'ATP Challenger Series 1992. Il torneo si è giocato a Guarujá in Brasile dal 7 al 13 settembre 1992 su campi in cemento.

## Vincitori

### Singolare
Nicolás Pereira ha battuto in finale  Roberto Jabali con il punteggio di 6–4, 6–4

### Doppio
Maurice Ruah /  Mario Tabares hanno battuto in finale  Danilo Marcelino /  Fernando Meligeni per walkover